# 옥지원
옥지원(1991년 5월 26일~)은 대한민국의 정치인이다. 새로운선택 소속의 청년정치인으로, 주요 관심분야는 저출산, 경제, 이민이다.  
미국 아이비리그 대학인 코넬대학교에서 경제학과를, 중국의 명문대학인 칭화대학교에서 국제관계학 석사를 졸업하였다. 국제금융기구인 세계은행 워싱턴DC 본부의 동아시아국 석사인턴, 미국계 글로벌 투자은행 모건스탠리 홍콩사무소 애널리스트를 역임하였다.  
SNS를 활발하게 사용하는 편이다. 과거 이준석 전 대표의 성상납 의혹을 강하게 비판한 글이 조선일보에 실렸다. 페이스북에 팔로워 4,200여 명을 보유하고 있으며, <옥지원의 똑소리>라는 유튜브, 블로그를 통해 활발히 정책메시지를 내며 소통하고 있다. 
최근 저출산 대책 및 이민청 졸속 추진 반대 관련한 목소리를 활발히 내고 있다. 저출산을 근본적인 해결책 없이 외국인 유입으로 대체하려는 기조에 반대 입장이다. 자국민 일자리 보호, 특히 청년 일자리 미스매치 현상 및 근로환경 개선에 대한 근본적인 해결이 우선이라는 입장이다. 

## 경력
- (전) 새로운선택 창당준비위원회
- (현) 미래여성전략포럼 대표
- (전) 국민의힘 청년최고위원 후보
- (전) 국민의힘 중앙위원회 청년분과 부위원장
- (전) 국민의힘 중앙여성위원회 부위원장
- (전) 한미협회 차세대위원회 위원
- (전) 한국핵자강전략포럼 국민소통팀장
- (전) 제20대 대통령선거 국민의힘 윤석열 후보 미디어국 공정방송감시단
- (전) 제20대 대통령선거 국민의힘 윤석열 후보 중앙선거대책본부 MZ소통단장
- (전) 한국교육방송공사(EBS) 영어리서처
- (전) 자유한국당 경제자문단
- (전) 자유한국당 국가정상화특별위원회 정치경제분과 위원
- (전) 자유한국당 정책비전수립위원회 사회분과 위원
- (전) 자유한국당 청년정치캠퍼스Q 2기 과정 수료
- (전) 모건스탠리 홍콩사무소 애널리스트
- (전) 세계은행(World Bank) 본부 동아시아국 석사인턴
- (전) 카네기국제평화재단 중국오피스 리서치 인턴

## 정당경력
한국에 귀국한 2019년에 자유한국당에 평당원으로 입당하여 정당경력을 쌓았으며, 2020년 총선 전 미래통합당 인재영입위원회에서 김병민 최고위원과 함께 당의 청년인재로 발탁되었다. 자신의 경제학 배경을 살려 경제자문단 일원으로서 당 지도부에 청년여성 정책(임산부 교통비 지원)을 제언, 이가 총선에서 당의 공식 복지공약으로 채택되기도 하였다. 이후 미래한국당 비례대표 공천에 도전하였다. 
국민의힘 체제에서 중앙위원회 청년분과 부위원장, 중앙여성위원회 부위원장으로 임명되었다. 대선 당시 윤석열 캠프 청년본부의 MZ소통단장, 공정방송감시단 모니터조장으로 근무했다. 대선일 직전 논란이 되었던 일부 국내 언론사들의 '타임지 이재명 후보 당선 유력' 왜곡보도를 캠프에 첫 보고하여, 인터넷보도심의위원회의 징계조치를 이끌어 낸 실무자이다.  
3.8 전당대회에서 청년최고위원 후보로 출마하였으나 예비경선에서 컷오프 되었다. 이후 김기현 캠프에서 상근자로 근무하였다. 
9월, 새로운선택에 입당하였다. 